# بليير شور
بليير شور (بالإنجليزية: Belleair Shore)‏ هي مدينة أمريكية تقع في ولاية فلوريدا. تبلغ مساحة هذه المدينة 1.1 (كم²)،ويبلغ عدد سكانها 109 نسمة حسب إحصاء سنة 2010 م 109.